# Dva slepci
Dva slepci nebo Dva slepí (ve francouzském originále Les Deux Aveugles) je opereta (autorským žánrovým označením „bouffonerie musicale“, tj. hudební buffonérie) o jednom dějství francouzského skladatele Jacquese Offenbacha na libreto Julese Moinauxe. Premiéra byla součástí zahajovacího představení Offenbachova pařížského divadla Théâtre des Bouffes-Parisiens dne 5. července 1855. Ačkoli jde jen o poměrně krátkou scénku se dvěma postavami, založila Offenbachovu popularitu a je často považována za první představitelku operetního žánru.

## Vznik

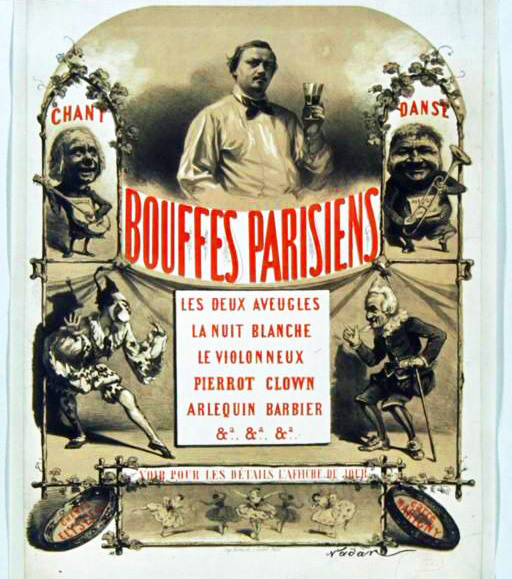
Plakát ze samých počátků divadla Bouffes-Parisiens; nahoře po stranách Pradeau a Berthelier jako Dva slepci

Jacques Offenbach se po několika marných pokusech prosadit svá díla (Přístěnek, Mathurinův poklad, Pepito, Luc a Lucette) na scénu pařížských divadel odhodlal roku 1855 založit vlastní hudební divadlo, které nazval Théâtre des Bouffes-Parisiens. Světová výstava roku 1855 přilákala do Paříže mnoho návštěvníků a Offenbachovo působiště, salle Lacaze, byl stísněný, ale strategicky položený prostor na avenue des Champs-Élysées v těsné blízkosti Průmyslového paláce, centra výstavy. Zahajovací program divadla sestával ze čtyř kusů různých žánrů, jak je povolovala přísná divadelní licence, kterou skladatel obdržel; ke všem napsal Offenbach hudbu, zatímco libretisté byli různí. Zahrnoval zhudebněný veršovaný prolog Vstupte, pánové a dámy (Entrez, Messieurs, Mesdames), dále skromnou opéru comique Probdělá noc (Une nuit blanche), rozvernou klauniádu („bouffonerie“) Dva slepci (Les Deux Aveugles) a nakonec pantomimu ve stylu commedie dell'arte Harlekýn holičem (Arlequin barbier).
Autorem textu Dvou slepců byl Jules Moinaux (vl. jm. Joseph-Désiré Moineaux nebo Moineau). Podle pozdějšího vyprávění vzniklo libreto redukcí původně tříaktové, nepublikované a nehrané Moinauxovy starší komedie s názvem Les Musiciens ambulants (Potulní muzikanti). Offenbach napsal partituru zřejmě dosti rychle při přípravě divadla na otevření a přizpůsobil ji charakterům a hlasovým schopnostem prvních představitelů obou rolí. Věnoval ji markýze de las Marismas, tedy buď manželce bankéře Alexandra Aguada, nebo jeho snaše, která byla dvorní dámou a důvěrnicí císařovny Evženie.
4. července 1855 se konala generální zkouška celého zahajovacího programu před publikem složeným zejména z divadelníků a novinářů; celkové přijetí bylo příznivé, ale právě Dva slepci zcela propadli a Offenbachův příznivce, šéfredaktor vlivných novin Le Figaro Hippolyte de Villemessant, stejně jako dramatik Ludovic Halévy radili stáhnout je z programu, Offenbach však jejich rady nevyslechl. Při zahajovacím představení Théâtre des Bouffes-Parisiens 5. července tomu bylo zcela jinak, právě Dva slepci se setkali s fenomenálním ohlasem u obecenstva, který se navíc ukázal trvalým.
Kritické ohlasy na úvodní program Bouffes-Parisiens (který se hrál beze změny denně do 27. července 1855) byly vesměs velmi pozitivní, a i když se recenzenti dovedli lépe vypořádat s rozborem tradičnější Probdělé noci, uznávali kvality Dvou slepců a jejich nepopíratelný účinek na obecenstvo. „Pokud jde o hudbu Dvou slepců, nelze si představit nic veselejšího a, prominete-li nám to slovo, srandovnějšího,“ psal v Revue et Gazette musicale de Paris Gustave Héquet. „Je to opravdu bufonérie k popukání. Nebudeme se ji pokoušet analyzovat; ale říkáme vám beze strachu, že se zkompromitujeme: Když se budete cítit melancholicky, jděte se podívat na Dva slepce.“ Stejně tak nabádal Jules Lovy v Le Ménéstrel: „Je to ta nejhumornější parodie, kterou jste kdy viděli prohánět se po komediálním jevišti, a zvláště vám ji doporučuji.“ A skutečně Dva slepci u diváků triumfovali, a podle Revue et Gazette musicale zaslouženě: „Není to totiž jen skica, ale hotový pravdivý a pronikavě odpozorovaný obrázek, jedno okouzlující dějství, v jehož výstupech skladatel a libretista soutěžili v zápalu a duchaplnosti.“
Nadšenou chválu prvního programu divadla Bouffes-Parisiens a konkrétně Offenbachova skladatelského talentu, se zmíněním „výtečných hudebních šprýmů“ ve Dvou slepcích, publikoval i populární skladatel a jeden z Offenbachových vzorů Adolphe Adam.
Z hudebních čísel dosáhlo obrovské popularity bolero La lune brille, které kritik hudebního týdeníku Le Ménéstrel Jules Lovy nazval „ohromující“ (také se v drobné partituře třikrát opakuje). Brzy se hrálo v nejproslulejším venkovním tanečním sále té doby, Jardin d'Hiver, který se nalézal v bezprostřední blízkosti Salle Lacaze, a odtud se rozšířilo do dalších tanečních sálů. Vzhledem k ohlasu Offenbach se k této hudební formě brzy několikrát vrátil, bolero výrazně figuruje například v partiturách Paní Motýlka nebo Tromb-al-ca-zara.
I celkově měl úspěch Dvou slepců (a relativní neúspěch Probdělé noci a Harlekýna holičem) značný význam pro další směřování jednak divadla Bouffes-Parisiens, jednak samotné Offenbachovy tvorby: pantomima brzy z repertoáru zmizela a přinejmenším v Paříži se ukázala nevázaná zábava a groteska Dvou slepců oblíbenější než uměřený a ušlechtilý humor Probdělé noci, což povzbudilo skladatele i jeho divadlo k uvádění dalších děl vyznačujících se specifickým hudebně-divadelním humorem, kterému se začalo říkat „offenbachiáda“.

## Charakteristika

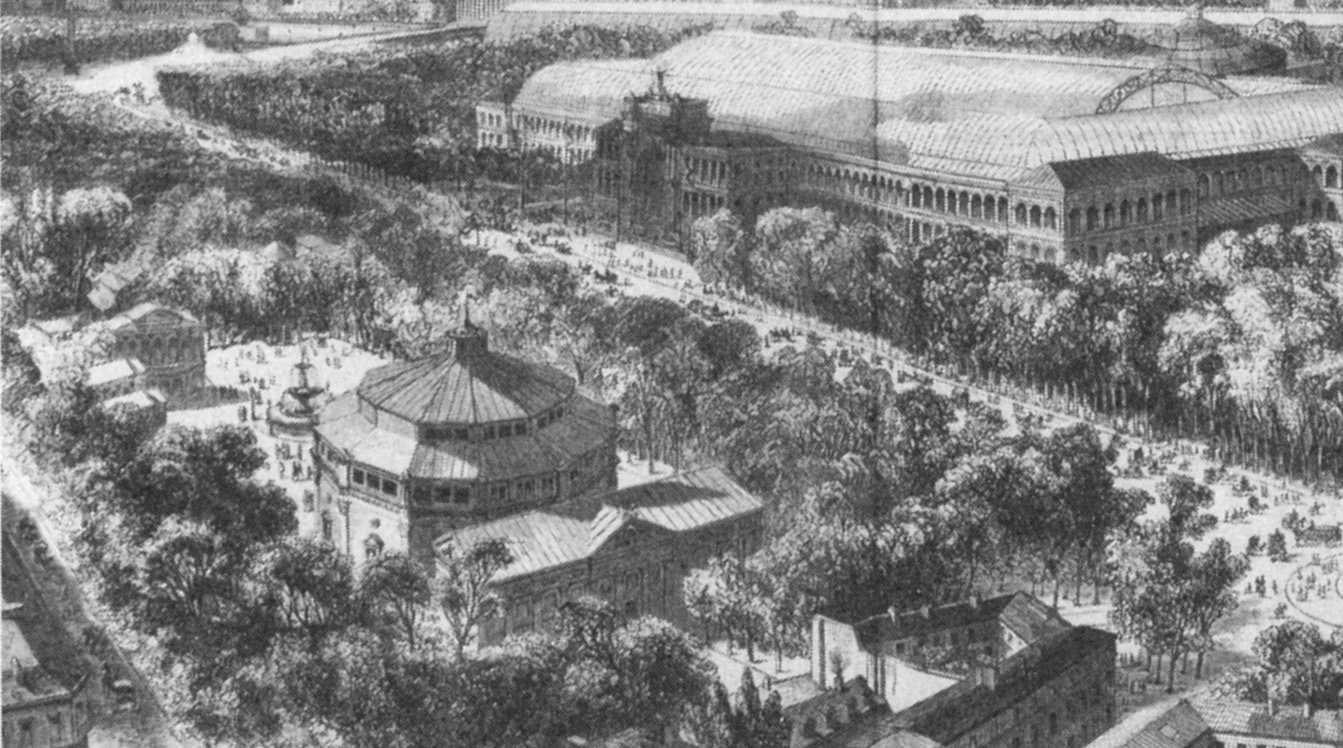
Avenue des Champs-Élysées v době výstavy roku 1855 - Vpravo Palais de l'Industrie, uprostřed Cirque de l'Impératrice, drobná stavba v parku zcela vlevo je Salle Lacaze – první působiště divadla Bouffes-Parisiens

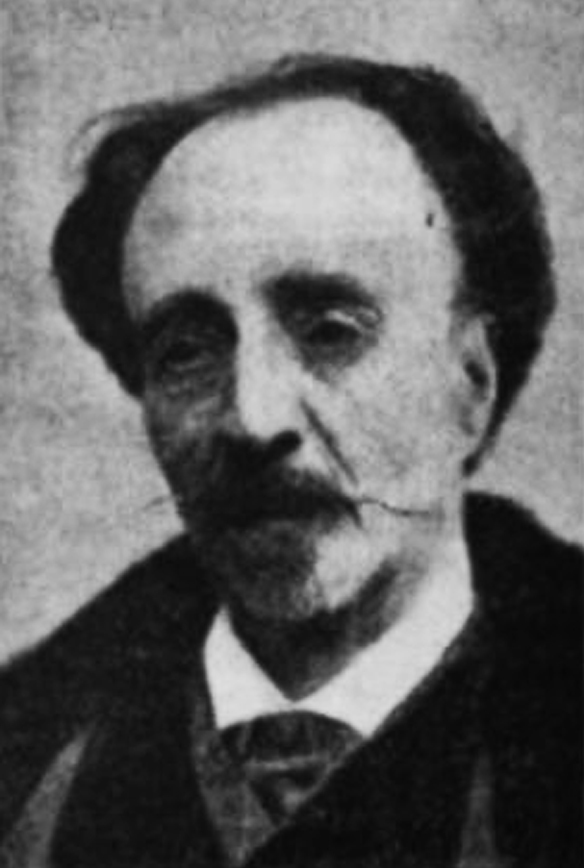
Libretista Jules Moinaux

Libreto nemá skutečný děj; je v podstatě jen situační, povahopisnou scénkou pro dva komiky v roli pařížských žebráků, kteří předstírají slepotu, aby těžili ze soucitu kolemjdoucích. Jména obou žebráků jsou mluvící: „Patachon“ znamená „brambora“ a hodilo se na Pradeauovu zakulacenou postavu, zatímco „Giraffiera“ („žirafáka“) hrál dlouhý a vychrtlý Berthelier. První představitelům se libreto přizpůsobilo i tím, že Patachon mluví slangem pařížské spodiny, zatímco Giraffier používá marseilský přízvuk. Fyzický kontrast herců dodával akci na komičnosti (jako později u mnoha komických dvojic, například Laurela a Hardyho). Humor je často groteskní a nonsensuální – například v historkách, které mají žebráci připravené pro obluzení kolemjdoucích. Připomíná soudobé divadlo Hervého a byl přirovnáván i k absurdnímu dramatu Samuela Becketta. Český Offenbachův životopisec Miroslav Šulc však odmítá přílišné oceňování libreta, jež považuje za „docela vtipnou výseč ze života bulvárních figurek“, avšak „laciné úrovně“.
V době světové výstavy byla Paříž plná žebráků, kteří se domáhali almužny někdy i nevybíravými způsoby, a diváci proto mohli porovnávat scénku s vlastními zážitky. Námět lstivých a neduhy předstírajících žebráků byl ve starším divadle častý – například ve slavné Žebrácké opeře Johna Gaye. V polovině 19. století však společenská norma velela vůdčím společenským vrstvám pohlížet na chudé lidi jako objekt dobročinnosti a výchovy a v soudobém divadle byla chudoba pojednávána jako sociální problém. Dosti tvrdá a nevybíravá satira Dvou slepců, vzdálená jakékoli konvenční sociální kritice, byla překvapivá. Proto také předpremiérové obecenstvo (skládající se z intelektuální elity) bylo šokováno krutostí této satiry, ale premiérové obecenstvo složené z aristokracie a „zlaté mládeže“ tleskalo právě nejcyničtějším pasážím. Podle teatrologa Laurence Senelicka „[t]ito cyničtí žebráci […] vstoupili do městského folklóru, jejich vychytralost se stala zkreslujícím zrcadlem, v němž se módní vysoká společnost mohla obdivovat.“
Krátká partitura – kterou francouzský muzikolog Piotr Kaminski nazývá „znepokojivým klenotem“ – se skládá z předehry a čtyř čísel. Obě postavy jsou charakterizovány svými nástroji – Patachon trombonem, Giraffier kytarou –, které jsou využívány k humorným účelům. Předehra je poměrně rozvinutá a obsahuje témata č. 2 a 3. Prvním zpěvním číslem je Patachonova žadonivá píseň, jejíž sentimentální účinek je soustavně ničen občasným zatroubením pozounu. Text obsahuje řadu slovních hříček včetně falešné slovní hranice, jaké se u Offenbacha vyskytují např. ve Finančníkovi a příštipkáři, Dámách z tržnice a zejména v Krásné Heleně. Následuje duet obou žebráků: každý zpívá svou píseň, která je sama o sobě parodií – v případě Patachona konvenční salonní pastorální písně v dur, v případě Giraffiera konkrétně úseku z Donizettiho Belisaria v moll – a ty se postupně navzájem přerušují a prostupují, přičemž navíc každý zvyšuje dynamiku z pianissima do forte, jak se snaží druhého „překřičet“.
Třetím číslem je slavné bolero, které se ihned stalo velmi populárním; i v něm spolu oba žebráci svým zpěvem a svými nástroji soupeří, byť tentokrát alespoň na stejný nápěv, a i v něm hraje velkou roli jazykový humor. zejména v rýmech. Čtvrté číslo, finále, pak obsahuje melodram u hry v karty, v němž se textově cituje a hudbou paroduje obdobná situace z prvního dějství Meyerbeerovy opery Robert ďábel; rytmicky zajímavý je 6/8 takt s osminkovými pauzami (tarantela), napůl zpívaný (či mručený) a napůl gestikulovaný úsek. Kaminski je považuje za „krátkou a velkolepou demonstraci Offenbachovy divadelní geniality“. Úplný hudební závěr díla tvoří krátká repríza bolera.
Offenbachův recentní životopisec Jean-Claude Yon se domnívá, že skladatel ve Dvou slepcích „prokazuje veškerou svou genialitu a jeho hudba denuncuje jak falešné žebráky, tak úctyhodnost, kterou parodují“.
Chodce, u kterých hrdinové žebrají, podle tradice často hrají jako němou cameo roli divadelní či jiné osobnosti; již v první inscenaci to byli mj. skladatel Léo Delibes, dramatikové Ludovic Halévy a Hector Crémieux a spisovatel a kritik Edmond About.

## Inscenační historie
Dva slepci se pro divadlo Bouffes-Parisiens stali jakousi vlajkovou lodí. V první sezóně se hráli téměř denně (denní program sestával ze tří nebo čtyř různých děl), i poté, co se celé divadlo v prosinci 1855 přesunulo z původního salle Lacaze do dnešního působiště v pasáži Choiseul. Postavy Patachona a Giraffiera se staly majetkem populární kultury. Zároveň však pronikli do aristokratických salonů: Berthelier a Pradeau je zahráli např. 26. srpna 1855 v salonu malíře Théodora Gudina za přítomnosti hraběnky de Montijo a vévodkyně z Alby, tj. matky a sestry císařovny Evženie, a 28. února 1856 dokonce v Dianině salónu Tuilerijského paláce pro císaře Napoleona III. a diplomaty účastnící se Pařížského kongresu, který měl ukončit krymskou válku. Právě v té době museli být Dva slepci na nějakou dobu staženi, protože představitel Patachona Jean Berthelier přijal prestižní nabídku angažmá v Théâtre Impérial de l'Opéra-Comique, ale od února 1857 se vrátili na program Bouffes-Parisiens, kde zůstávali na programu s přestávkami do konce Offenbachova života a dosáhli čtyř set představení. Nezůstalo však jen u domovského divadla; 12. února 1871 jimi po událostech prusko-francouzské války a pařížské komuny znovuzahájilo činnost Théâtre des Variétés a roku 1877 je uvedlo v hvězdném obsazení krátce působící divadlo Opéra-National-Lyrique. Již 28. května 1858 byli Dva slepci v rámci příležitostného koncertu uvedeni v Opéra-Comique; Berthelier se vrátil k roli Patachona a Giraffiera si zahrál Sainte-Foy (vl. jm. Charles-Louis Pubereaux), mj. první Guillot v Mathurinově pokladu o pět let dříve. Po Offenbachově smrti se Opéra-Comique ke Dvěma slepcům vrátila a hrála je s přestávkami až do roku 1936.
Klavírní výtah Dvou slepců vydalo záhy po premiéře (počátkem srpna 1855) Brandusovo a Dufourovo nakladatelství a patřil mezi nejprodávanější hudebniny. Díky tomu, a díky celkové nenáročnosti, byli následně hojně uváděni amatérsky v pařížských salónech. Stejně tak je hrála mimopařížská divadla; jako jedno z prvních v lednu 1856 divadlo v Avignonu. Od 21. listopadu 1856 je hrálo (frankofonní) divadlo v Antverpách. 7. května 1902 uvedla Dva slepce i honosná Opéra de Monte-Carlo.

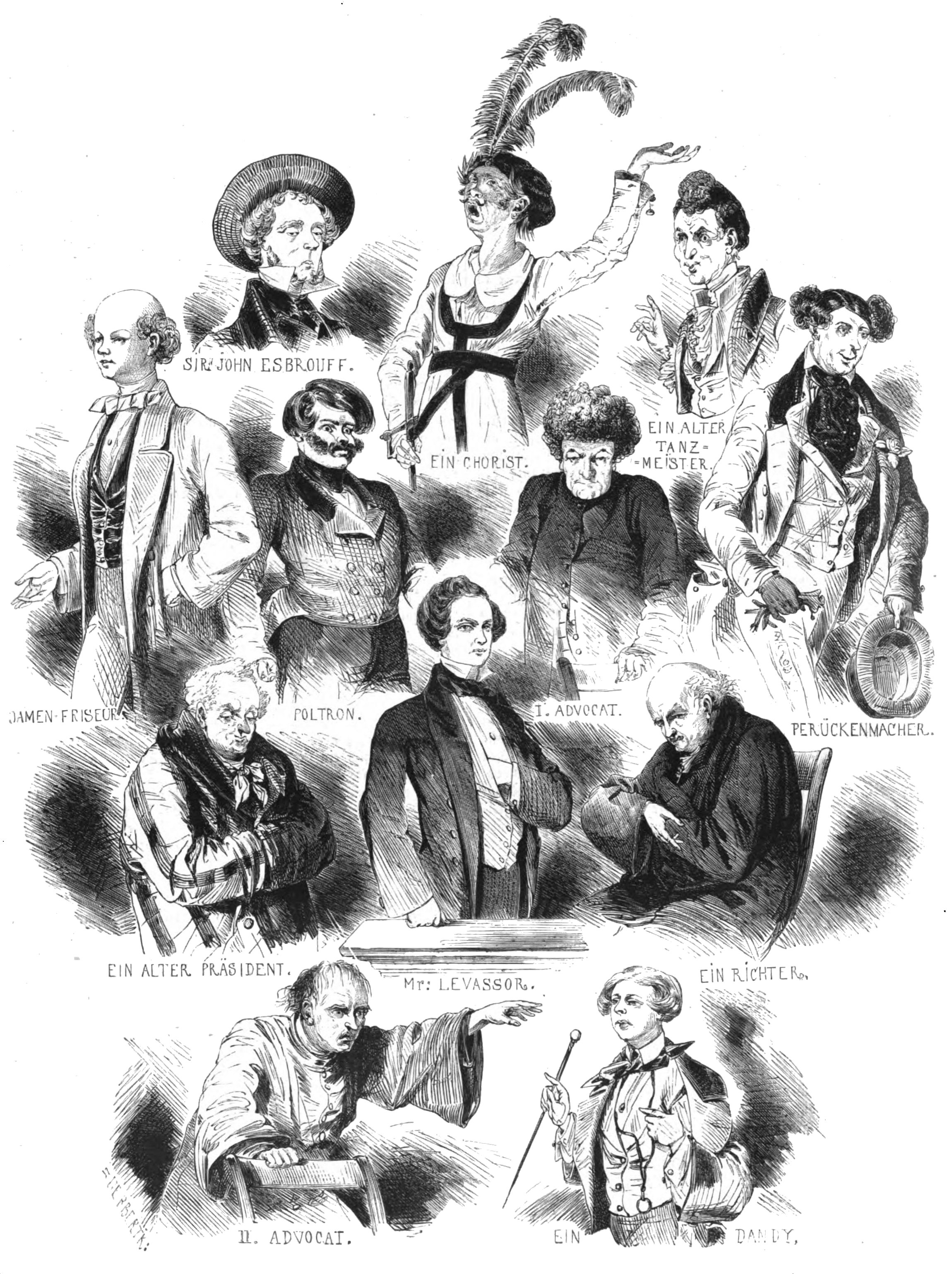
Komik Pierre Lavassor v některých rolích – rytina z roku 1856, kdy se zasloužil o první uvedení Dvou slepců v Berlíně, Vídni a Londýně

Ve Vídni zahrál Dva slepce na závěr svého hostování v divadle Carltheater komik Pierre-Thomas Levassor s kolegou Fauvrem dne 19. dubna 1856; spolu s Čarovnými houslemi hranými o dva dny dříve to bylo vůbec poprvé, kdy se Vídeň seznámila s Offenbachovým dílem. Dva slepce uvedlo v červnu 1862 i samotné divadlou Bouffes-Parisiens na hostování ve Vídni. V němčině ohlašovalo uvedení již roku 1860 Divadlo na Vídeňce – hrát je měli Albin Swoboda a Karl Röhring – a v létě 1862 je mělo uvést Divadlo na nábřeží Františka Josefa (Theater am Franz-Josefs-Kai, též zvané Treumanntheater) s Karlem Treumannem a Karlem Rottem v překladu Aloise Berly jako Die beiden Blinden, nakonec však uvedlo Dva slepce až 26. května 1863 Treumannovo divadlo v překladu Karla Friedricha Wittmanna pod názvem Zwei arme Blinde (některé pozdější inscenace používaly původní název Die beiden Blinden). Pařížští Patachon a Giraffier se ve vídeňském zpracování jmenovali Kümmelberger a Jerzabek – druhý z nich měl Vídeňanům důvěrně známý silný český přízvuk. Následovala další německy mluvící divadla v monarchii (Štýrský Hradec 26. dubna 1864, Linec 1866, Salcburk 1868, Lublaň 1873) i ve středoevropském prostoru (například Drážďany 19. listopadu 1866), byť se Dva slepci šířili pomaleji než jiné Offenbachovy operety. Ve Vídni je po požáru Treumannova divadla (1863) hrálo až do roku 1872 divadlo Carltheater, ale též jiná divadla (Josefstädter Theater 1868, Variétés 1869). Ještě roku 1902 uvádělo Dva slepce varietní divadlo Danzer's Orpheum.
V Uhersku představili Dva slepce v rámci svého programu v německém divadle v Pešti (Peter Stadttheater) 8. srpna 1863 soubor tří trpaslíků vystupujících pod jmény Jean Piccolo, Jean Petit a Kisz Józsi. 15. června 1865 je hrálo letní německé divadlo v Budíně. Kus se však v uherských divadlech neuchytil ani v němčině, ani v maďarštině, a tak se maďarskojazyčná premiéra, v překladu Ágnes Romhányiové jako A két vak, konala až v Budapešti v Hilton Szálló Dominikánus Udvara dne 23. července 1985.
V Polsku se Dva slepci, pod názvem Dwaj ślepcy nebo Dwóch ślepych, hráli nejprve ve Lvově v sezóně 1864/65; v té době v tomto městě působil souběžně německý a polský soubor a tamější divadlo tak mělo nejpřímější styk s Vídní jakožto centrem offenbachovské recepce ve střední Evropě. Do Varšavy (arény Tivoli) dorazili Dva slepci až roku 1871. Po dlouhé odmlce se toto dílko hrálo 6. května 1976 v divadle Operetka Warszawska, a to v překladu Krystyny Chudowolske, a následovalo několik dalších inscenaci. Ve slovenštině uvedla Dva slepce poprvé Komorní opera Slovenského národního divadla v Bratislavě 6. září 1992 v nepříliš povedené kompozici s Donizettiho operou Rita aneb Týraný manžel pod názvem Rita a slepci.
Oproti střední a východní Evropě, kde se Dva slepci od počátku nesetkávali s jednoznačně kladným přijetím a jejich inscenace zůstávaly vcelku raritou, anglicky mluvící část světa si je zcela osvojila. Stejně jako mj. do Berlína a Vídně je dovezl i do Londýna Pierre Levassor, tentokrát provázený Julesem Lefortem, a poprvé je anglickému publiku představil v Hanover Square Rooms dne 27. června 1856; následovalo londýnské turné Bouffes-Parisiens roku 1857. Britskou anglickojazyčnou premiéru zřejmě uvedl divadelní podnikatel Thomas German Reed ve svém divadle zvaném Gallery of Illustration; pod názvem Beggar My Neighbour je hrál prvně 29. března 1870. Adaptátor řady francouzských operet Henry Brougham Farnie připravil jinou verzi pod názvem A Mere Blind, která se hrála od 15. dubna 1871 v Gaiety Theatre, a následovaly další verze. V anekdotické rovině měli Dva slepci význam pro anglickou operetu, žánr spojený zejména s autorskou dvojicí Gilbert a Sullivan. Roku 1866 se v Moray Lodge, londýnském domě bohatého obchodníka s hedvábím Arthura Jamese Lewise, konalo vystoupení bohémských amatérů působících pod názvem Moray Minstrels, kdy „dva slepce“ hráli karikaturista George Du Maurier a Harold Power. Představení byli přítomni humorista Punche F. C. Burnand a skladatel Arthur Sullivan a pod jeho dojmem se rozhodli napsat na starší námět komickou operu Cox and Box, která je považována za první moderní anglickou „comic opera“ neboli operetu.
Ve Velké Británii i v dalších anglicky mluvících zemích se Dva slepci prosadili především jako součást varietních. resp. music-hallových programů, v nejrůznějších adaptacích a pod nejrůznějšími názvy (Going Blind, Beggar My Neighbour, A Mere Blind, The Blind Beggars, Two Blinds, Blind Imposters…). Ve Spojených státech amerických je první zaznamenaná inscenace ve francouzštině v newyorském Metropolitan Music Hall dne 31. srpna 1857; o více než rok později, 31. října 1858, je tamtéž uvedlo Wallack's Lyceum Theater v překladu Marii Grace Walcotové pod názvem Going it Blind. Roku 1859 se poprvé hráli v kanadském Montréalu. I první australské provedení v Sydney, ve School of Arts, dne 9. září 1873 v podání divadelní společnosti Harryho Rickardse, proběhlo pod názvem The Blind Beggars jako součást varietního programu.
Ve Stockholmu se Dva slepci hráli nejprve v říjnu 1858 ve francouzštině a 31. ledna 1859 následovalo domácí nastudování v Mindre Theatern ve švédském překladu Augusta Säfströma jako De begge blinde. V Dánsku uvedlo Dva slepce, a to v překladu Julia Petersena pod názvem De to Blinde, poprvé kodaňské Lidové divadlo (Folketeatret) 20. května 1868. Dále je hrálo mj. Morskabstheatret ve Frederiksbergu (1871) a divadlo Nørrebros Teater v Kodani (1887). 13. října 1871 se poprvé hráli v Helsinkách, a to ve švédštině v Nya teatern.
Dva slepce přivezly do Španělska kočovné společnosti ve francouzském originále: hráli se tak 12. března 1856 v Madridu a 1. ledna 1860 v Gran Teatre del Liceu v Barceloně. Došlo však ke komplikaci: již v létě roku 1855 navštívil Bouffes-Parisiens v Paříži skladatel uznávaný za zakladatele moderní španělské zarzuely, Francisco Asenjo Barbieri, a po návratu se spisovatelem Luisem de Olonou vytvořili jednoaktovou zarzuelu Los dos Ciegos, jež je co do textu plagiátem Dvou slepců. Hudba je původní, s významnou výjimkou závěrečného čísla, jímž je Offenbachovo bolero (tj. č. 3). Tato verze ve španělskojazyčných divadlech vytlačila verzi původní. Ani u portugalské premiéry 15. října 1870 v lisabonském Teatro dos Condes není jasné, zda se nejednalo o Barbieriho přepracování; originální verzi v originálním jazyce mohli Lisaboňané vidět v březnu 1878 v Teatro del Gymnasio a Teatro dos Recreios Whyttoyne.
V Itálii představila Dva slepce v originálním znění společnost Eugèna Meynadiera, poprvé 13. května 1861 v prostorách Accademia Filodramatica v Turíně. Italskou verzi v překladu G. Zaffira (I due cechi) vydal roku 1867 Francesco Lucca. Jedno z řídkých moderních italských provedení Dvou slepců uspořádal dirigent Peter Maag 14. května 1981 v turínském Auditorio della RAI.
Roku 1865 byli Dva slepci hráni španělsky v kubánské Havaně. Do jiných latinskoamerických zemí se dostali v podání kočovných francouzských souborů: tak již 15. listopadu 1856 je uvedla v Teatro de São Januário v Riu de Janeiro francouzská divadelní společnost, již řídil Florindo Joaquim da Silva; 13. září 1861 se hráli v Buenos Aires a roku 1869 ve Valparaísu. Na podzim roku 1864 byli poprvé uvedeni v Saigonu jako vůbec první opera evropského typu uvedená ve Vietnamu.
Piotr Kaminski uvádí, že toto dílko je favoritem malých divadel a nikdy nezmizelo z repertoáru; toto konstatování platí pro francouzské a případně anglicky mluvící prostředí. Z moderních inscenací lze zmínit uvedení v Annandale-on-Hudson v roce 2006 (festival Bard SummerScape), v opeře v Saint-Étienne roku 2011; na festivalu Opéra de Barie roku 2016; v Opéra National v Bordeaux roku 2016; nebo inscenaci v pařížském Théâtre Marigny roku 2019 v podání společnosti Palazzeto Bru Zane, která se zabývá znovuoživením francouzského repertoáru 19. století – Dva slepce přitom doplnila charakteristická jednoaktová opereta Hervého Le Compositeur toqué z roku 1854.

### České země

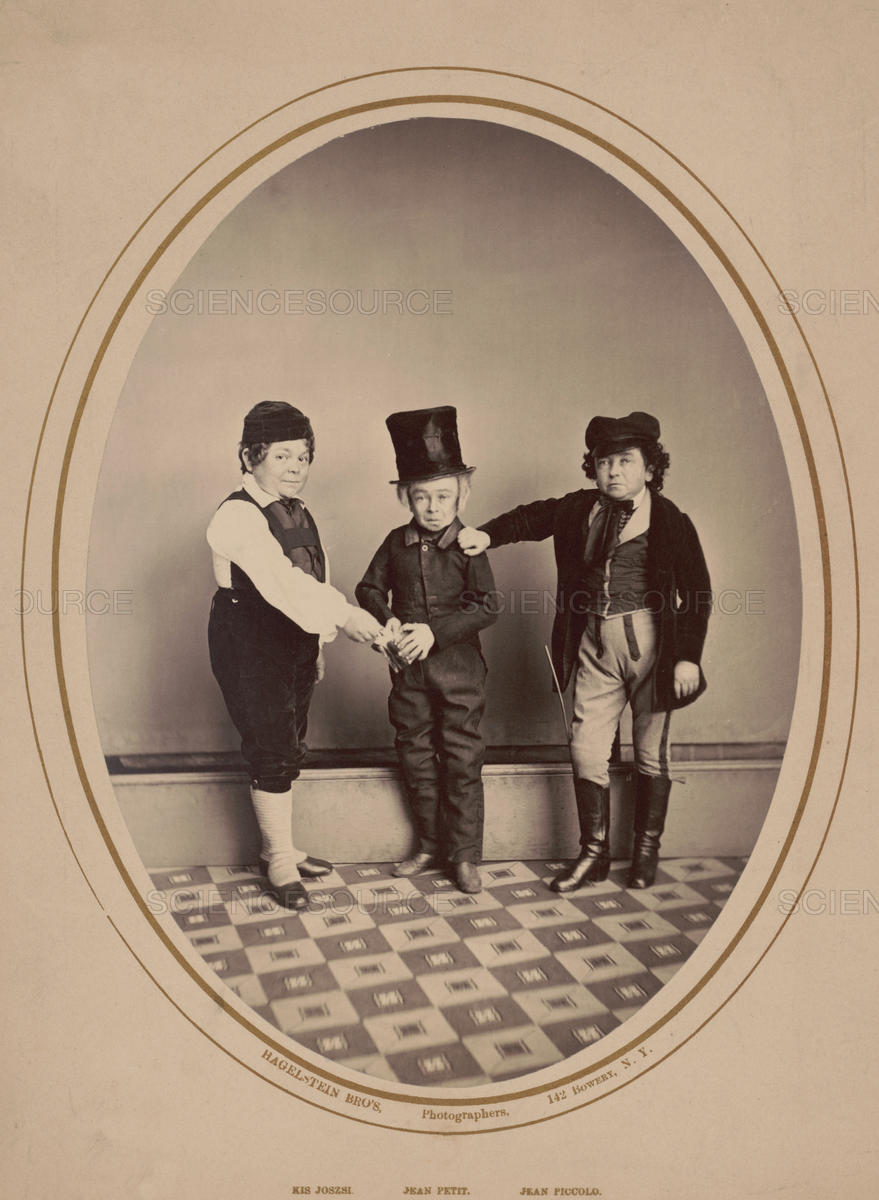
Kisz Józsi (vlevo) a Jean Piccolo (vpravo) hráli jako první Dva slepce na českém jevišti; spolu s Jeanem Petitem (uprostřed) vystupovali v řadě evropských a severoamerických divadel

V 19. století uvedlo Dva slepce jediné profesionální divadlo, totiž Městské divadlo v Brně dne 9. května 1865. Příležitostí bylo hostování souboru tří trpaslíků, a tehdy herci s pseudonymy Kisz Józsi a Jean Piccolo – kteří před dvěma lety obstarali i uherskou premiéru Dvou slepců – představili Patachona (pod jménem Lichtscheu) a Giraffiera (pod jménem Blindkuh) brněnským divákům. Podle brněnského deníku Tagesbote tisku nebylo toto představení úspěšné, a i když o měsíc později role převzali místní herci Julius Gutenthal a Rudolf Rusa, prý „tuto operetu obecenstvo mlčením odmítlo“. Naproti tomu list Brünner Zeitung hodnotil představení „pánů trpaslíků“ poměrně příznivě a o operetě samotné, jejíž „hudba má mnoho komických prvků“, se domníval, že „s dobrým obsazením by se mohla stát i nadále užitečnou součástí repertoáru“.
Pravdu měl spíše Brünner Zeitung, protože brněnské divadlo se ke Dvěma slepcům také několikrát vrátilo (v letech 1875, 1885, 1889), již ve standardním vídeňském překladu s názvy postav Kümmelberger a Jerzabek. Vedle toho jsou zaznamenána některá amatérská představení německých souborů (1874 Znojmo). Soudobé české soubory, profesionální či amatérské, se jí však patrně neujaly.
V českém znění, a to v překladu Jindřicha Jandy a v hudební úpravě Přemysla Vrhela, se tak premiéra Dvou slepců konala s více než stoletým zpožděním až 28. června 1979 v rámci komponovaného programu nazvaného Papá Offenbach a spolu s Fortuniovou písní v Hudebním divadle Karlín.

## Osoby a první obsazení
| Osoba               | Hlasový obor  | Světová premiéra (5.7.1855) | Premiéra 2. verze (28.5.1858)                | Vídeňská premiéra (26.5.1863) | Česká premiéra (9.5.1865) | Premiéra v češtině (28.6.1979)    |
| ------------------- | ------------- | --------------------------- | -------------------------------------------- | ----------------------------- | ------------------------- | --------------------------------- |
| Giacomo Patachon    | lyrický tenor | Étienne Pradeau             | Sainte-Foy (vl. jm. Charles-Louis Pubereaux) | Karl Treumann                 | Kisz Józsi                | Zdeněk Jelen / Ladislav Krečmer   |
| Stanislas Giraffier | tenor buffo   | Jean-François Berthelier    | Jean-François Berthelier                     | Louis (Alois) Grois           | Jean Piccolo              | Vratislav Kadlec / Jiří Vondrovic |
| Dirigent:           | Dirigent:     | Jacques Offenbach           | Giannini                                     | …                             | …                         | Přemysl Vrhel                     |

## Děj

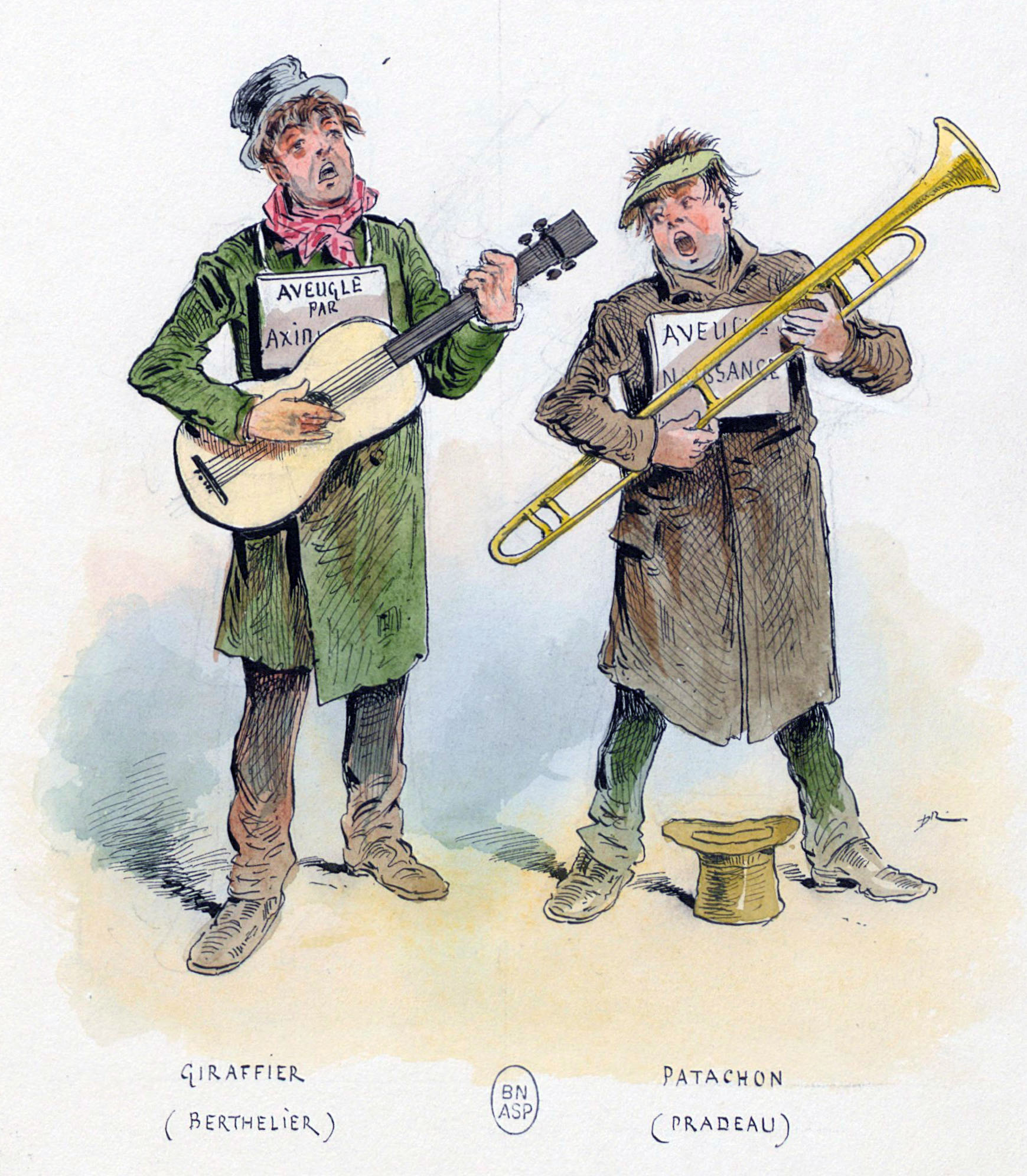
Jean Berthelier jako (Giraffier) a Étienne Pradeau jako (Patachon), kolorovaná rytina Dranera z roku 1855

(Paříž, pod mostem přes Seinu) Je špatné počasí, větrno, a pod jedním z pařížských mostů se žebrák Giacomo Patachon, předstírající slepotu, snaží získat pozornost a štědrost nečetných chodců pomocí proseb, hry na pozoun a žadonivého zpěvu (č. 1 Dans sa pauvre vi' mâlhûreuse).
Pod týž most přichází další „slepý“ žebrák, tentokrát hrající na mandolínu (popřípadě kytaru), jménem Stanislas Giraffier. Oba údajní slepci na sebe narazí a jsou rozmrzelí, že se objevila konkurence – každý z nich si po straně stěžuje, že včera dělal mrzáka pod mostem svatého Michala a i tam se musel o výdělek dělit. Zkoušejí současně vzbudit lítost kolemjdoucích – Giraffier truchlivou romancí o Belisarovi, Patachon veselým tanečním popěvkem (č. 2 Justinien, ce monstre odieux / Sur le pré fleuri). Zdá se jim, že hlas toho druhého odněkud znají, a navzájem si vyprávějí své smyšlené srdceryvné životní příběhy. Když jim jeden z kolemjdoucích hodí minci, dají se o ni do hádky a málem do rvačky, ale zanechají toho, když se blíží další chodec. Chtějí zahrát další píseň a zjistí, že oba znají tutéž – španělské bolero (č. 3 La lune brille, le ciel scintille).
Poté se přes předstíranou slepotu dávají do hry v karty. Po straně vzývají božstva, aby jim pomohla k výhře. Ale oba „slepci“ ve skutečnosti mohou nejen vidět, ale i pokukovat si navzájem do listu. Takže partie opět skončí v hádce, při které v sobě poznají včerejší konkurenty (č. 4 Ah, fort… J'ai la vol' la vol' la vole… Ding, dereding). Už už by se na sebe opět vrhli, ale jakmile spatří dalšího kolemjdoucího, chopí se hbitě znovu svých nástrojů a znovu se pokoušejí o štěstí (repríza č. 3).

## Instrumentace
(Pařížská verze) Dvě flétny (2. též pikola), hoboj, dva klarinety, fagot; dva lesní rohy, dvě trubky, pozoun; tympány, bicí souprava; smyčcové nástroje (housle, violy, violoncella, kontrabasy).
(Vídeňská verze) Dvě flétny, dva hoboje, dva klarinety, dva fagoty; čtyři lesní rohy, dvě trubky, tři pozouny; tympány, bicí souprava; smyčcové nástroje.

## Nahrávky
- 1981 (rozhlasová nahrávka, LP 1981 Bourg BG 2003, CD 2004 Bourg BGC 09) Zpívají: (Patachon) Regis Ducrocq, (Giraffier) Gilles Butin. Orchestr Ensemble Instrumental řídí Louis-Vincent Bruère.[74]
- Celé představení Dvou slepců (následované operetou Rytíř Chrupželezo aneb Poslední z paladinů) je součástí televizního filmu Offenbachs Geheimnis (Offenbachovo tajemství) maďarského režiséra Istvána Szabó z roku 1996.[75]